# Xizicus meridianus
Xizicus meridianus är en insektsart som först beskrevs av Wei Ying Hsia och Xiangwei Liu 1990.  Xizicus meridianus ingår i släktet Xizicus och familjen vårtbitare. Inga underarter finns listade i Catalogue of Life.